# Henri de Lorraine, duc d’Elbeuf
Henri de Lorraine (* 7. August 1661; † 17. Mai 1748 in Elbeuf) war ein französischer Aristokrat und Militär. Er war der vierte Herzog von Elbeuf, Pair von Frankreich, Graf von Lillebonne, Graf von Rieux, Baron von Ancenis und Lieutenant-général des Armées du Roi.

## Biographie
Er war der Sohn von Charles III. de Lorraine, dem dritten Herzog von Elbeuf († 1692), und seiner zweiten Frau, Elisabeth de La Tour d’Auvergne († 1717). Zu Lebzeiten seines Vaters war er als Prince d’Elbeuf bekannt.
Am 29. Januar 1677 wurde er zum Gouverneur von Picardie, Artois, Hennegau und Stadt und Zitadelle Montreuil en survivance seines Vaters ernannt. Im gleichen Jahr machte er in der königlichen Armee die ersten militärischen Erfahrungen bei der Belagerungen von Valenciennes (Februar/März) und Cambrai (März/April) sowie im Jahr darauf bei den Belagerungen von Gent und Ypern (März), bei der er am Bein verwundet wurde.
1688 diente er unter dem Dauphin bei den Belagerungen von Philippsburg, Mannheim und Frankenthal im Jahr 1688. Er beendete den Feldzug in Deutschland unter demselben Prinzen 1690. 1691 wurde er Adjutant des Königs und diente bei der Belagerung und Einnahme von Mons.
Am 25. April 1691 wurde er zum Maréchal de camp ernannt und am 28. April in der Armee von Piemont unter Nicolas de Catinat eingesetzt. Er war bei der Belagerung und Einnahme von Avigliana und Carmagnola sowie bei der Belagerung von Cuneo, die Bulonde abbrach, dabei. Nach der Rückeroberung von Carmagnola durch den Herzog von Savoyen wurde der Duc d’Elbeuf beauftragt, mehrere Behausungen der Barbets in der Umgebung von Pinerolo zu zerstören, was ihm auch gelang; doch geriet der Rückzug, zu dem man ihn mit großer Eile und unter großen Verlusten zwang, unglücklich. Danach diente er bei der Belagerung der Zitadelle von Montmélian.
Durch den Tod seines Vaters am 4. Mai 1692 wurde er Herzog von Elbeuf, Pair von Frankreich, und übernahm die Regierung der Picardie etc. Am 3. April 1692 war er der Armee von Flandern zugeteilt worden und diente bei der Belagerung und Einnahme von Namur und kämpfte bei Steenkerke und Neerwinden. Im Jahr 1694 nahm er am Marsch von Vignamont zur Brücke über die Espierre teil. Er diente bei der Bombardierung von Brüssel im Jahr 1695.
Am 3. Januar 1696 wurde er zum Lieutenant-général des Armées du Roi befördert und diente in diesem und im nächsten Jahr in der Maas-Armee unter Marschall Boufflers, wo man nichts unternahm. Danach war er militärisch nicht mehr aktiv.
Als ältester lothringischer Prinz des französischen Zweigs der Guise heiratete er 1698 in Vertretung (per procura) für seinen Verwandten, Herzog Leopold von Lothringen, Élisabeth Charlotte d’Orléans, genannt Mademoiselle de Chartres, die Nichte Ludwigs XIV.

## Ehe und Familie
Er heiratete am 28. Januar 1677 in Saint Germain en Laye Anne Charlotte de Rochechouart de Mortemart (* 1660/61; † 28. April 1729 in Paris, bestattet in Kirche Saint-Nicolas-des-Champs), Tochter von Louis Victor de Rochechouart, 2. Duc de Mortemart et de Vivonne, Maréchal de France, Pair de France, und Antoinette Louise de Mesmes; sie war eine Nichte der Marquise de Montespan, einer königlichen Favoritin. Ihre Kinder waren:
- Philippe, (* Oktober 1678; X 25. Juni 1705[1] bei Chivasso, Piemont durch einen Pistolenschuss), genannt Prince d’Elbeuf, Brigadier
- Armande Charlotte de Lorraine (* 15. Juni 1683; † 18. Dezember 1701), genannt Mademoiselle d’Elbeuf,
- Charles de Lorraine (* 1. September 1685[2]; † 22. Juni 1705)

Da er ohne legitime Nachkommen starb, wurde sein Bruder Emmanuel Maurice sein Nachfolger als fünfter Herzog von Elbeuf.
Außerhalb der Ehe hatte er auch Kinder mit Françoise Gaillard, alias Françoise de Marsilly, Tochter von Pierre, Bürger in Lyon, und Marie Pichon:
- Henri François bâtard de Lorraine (getauft Paris, Pfarre Saint Gervais, 27. Mai 1702; † nach 1748), genannt de Routot, von seinem Vater nicht anerkannt, Page in der Grande Écurie des Königs (1716), Capitaine d’Infanterie et de Grenadiers au Régiment de Bouzolles, 1748 ledig
- Alexandre François bâtard d’Elbeuf, (getauft Paris, Pfarre Saint Gervais, 13. September 1703; † nach 1716), genannt de Grosley, von seinem Vater nicht anerkannt, Page in der Grande Écurie des Königs zusammen mit seinem Bruder (1716), Capitaine d’Infanterie au Régiment de Marsan, 1748 ledig.